# أواني الرقة الفخارية

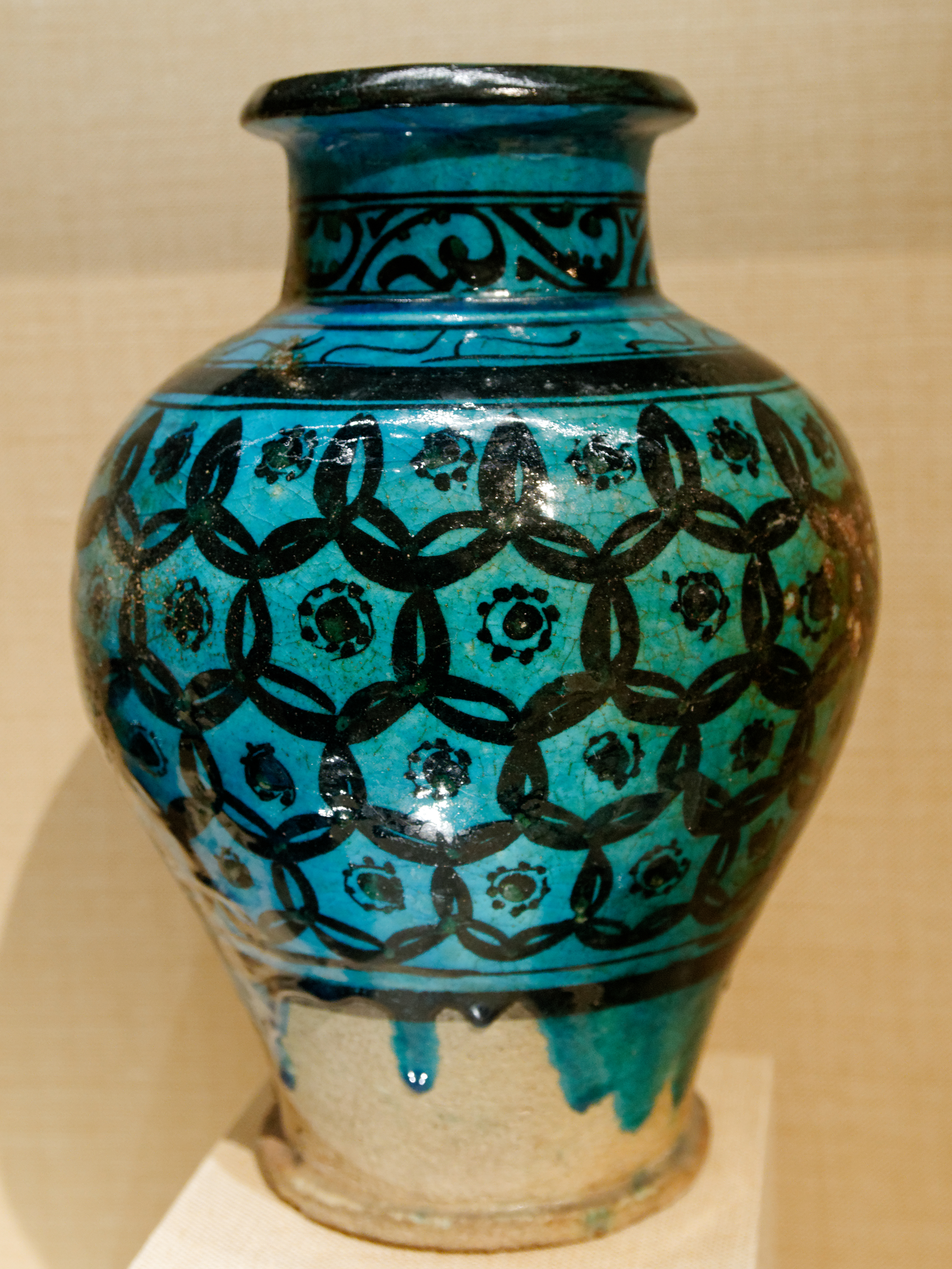
جرة فخارية غير مكتملة من الرقة، حوالي عام 1200

أواني الرقة الفخارية هو أحد أنماط الفخار المصقول المُستخدم لإنتاج الأواني، والذي كان يشكل ركيزة أساسية لاقتصاد الرقة التي تقع اليوم في شمال شرق سوريا، وقد برزَ الفخار بسبب التجارة من بلاد فارس، ودخول الحِرفيين الفُرس للمنطقة، وبلغ الفن ذروته خلال عهد الدولة الأيوبية. على الرغم من تنوع الخزف في طابعه، فقد تم التعرف عليه خلال القرن العشرين من خلال الحفريات في الموقع والتي ربطت بشكل آمن القطع الباقية المرغوبة بشدة بالرقة. ومع ذلك، لم تكن الرقة موقع الإنتاج الوحيد، فقد تم العثور على أواني الرقة في مواقع مختلفة على نهر الفرات، مثل قلعة باليس. عادةً ما تكون القطع ذات جسم أبيض مغطى بطلاء سليكوني، مع زخارف باللون البني اللامع أو الأزرق ومطلية تحتية من الخلف. تختلف التزجيجات في أغلب الأحيان من حيث الشفافية وظلال اللون الفيروزي، ومع ذلك اُستخدمَت ألوان أخرى أيضًا. تتكون أواني الرقة عادةً من أدوات المطبخ مثل الجرار والأطباق والأوعية ذات الأشكال الأساسية التي تخدم الأغراض اليومية مثل التخزين. توجد بعض التماثيل المنحوتة، ورغم أن غرضها الأصلي ما زال محل نقاش، إلا أنه يُعتقد أنها ألعاب أو زخارف للمنزل.

## الإنتاج

وعاء مصقول

تُصنع أواني الفخار في الرقة عمومًا باستخدام عجينة حجرية خشنة تظهر باللون الرمادي المحمر قبل الحرق. في بعض الأحيان، بينما يكون معجون الحجر لا يزال رطبًا، كان يُنقش الجزء الخارجي من القطعة أو نقش بارز للخارج لإضافة زخرفة بارزة. بعد التجفيف، يُغطى الجسم المُتفتت بطبقة من الزلال الأبيض. وبعد ذلك يُطبق الطلاء أحادي اللون ومتعدد الألوان تحت التزجيج مع بقع من النحاس (الفيروزي) أو الكوبالت (الأزرق) أو المنغنيز (البني المائل للأرجواني). كما تُزين القطع بتصاميم باللونين الأسود والأزرق في هذه المرحلة. كانت الأنماط الزخرفية، على الرغم من جرأتها، بسيطة في العادة. تظهر بعض الأعمال أنماطًا معقدة، ولكن الأعمال الأكثر تواضعًا يتم إكمالها باستخدام طبقة من الفيروز فقط. تشمل الأشكال المتكررة الخط العربي، والخط المزيف، واللوالب، والبرسيمات، والأنماط النباتية، والرقوش. إن الأنماط والأشكال الزخرفية على أواني الرقة ليست دقيقة، وكانت المواد المستخدمة خشنة وغير مكلفة؛ وهذا يشير إلى أن هذه الأواني كانت مصنوعة للطبقات المتوسطة والدنيا. بعد التجفيف، يُغطى الخزف بطبقة سميكة من المينا، عادةً بدرجات مختلفة من اللون الفيروزي، ومع ذلك، يمكن أيضًا استخدام طبقة مصقولة من ألوان تشبه نلك في الشوكولاتة أو البني المحمر أو الرمادي. الأعمال الناتجة عبارة عن خزف بسيط بألوان زاهية وزخارف جريئة. في أغلب الأحيان، تكون أواني الرقة باللون الفيروزي، ولكن توجد قطع باللون الأرجواني والأزرق الداكن والأخضر الباهت.

## التأريخ

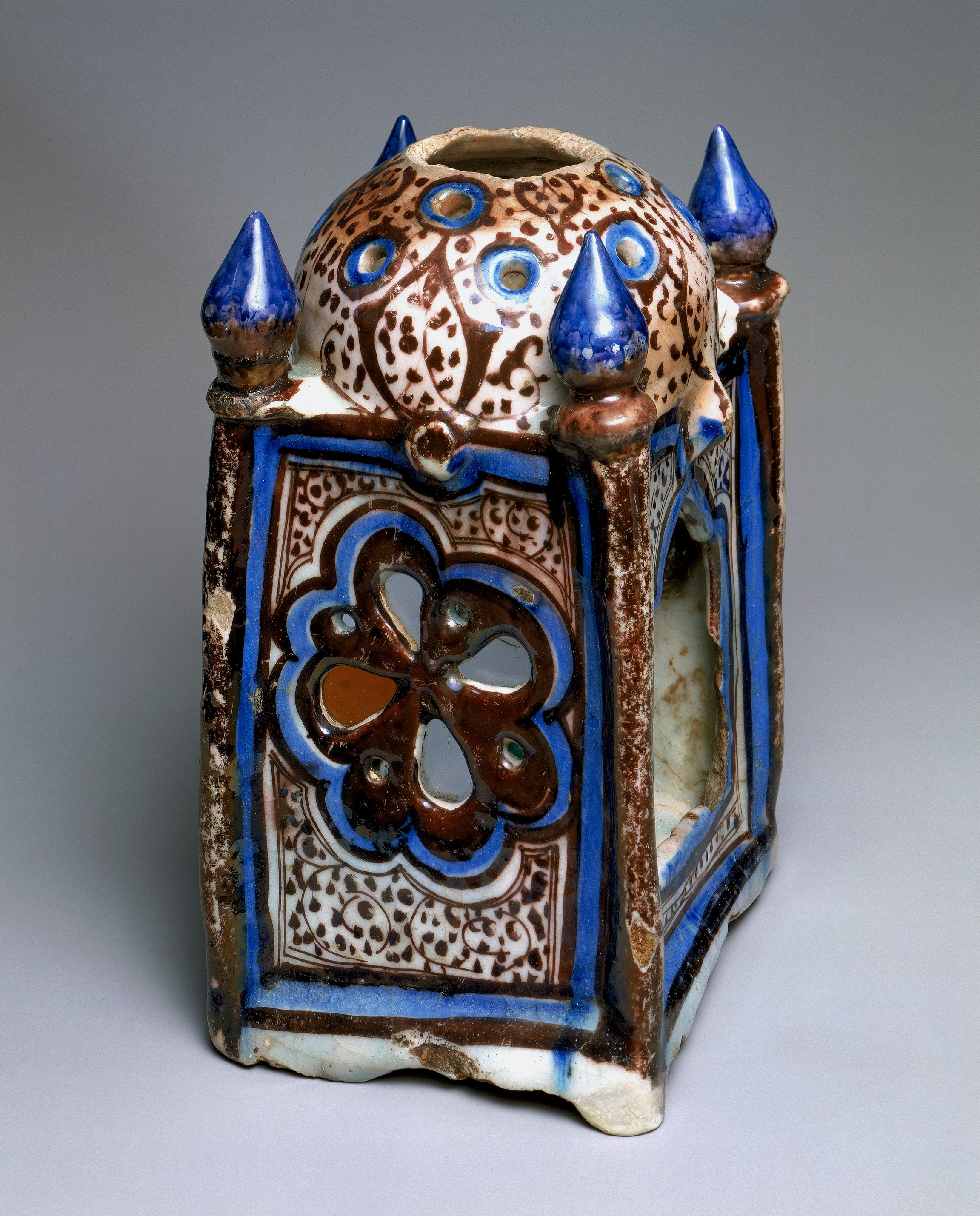
فانوس خزفي

لقد كان تعريف "خزف الرقة" والخزفيات نفسها موضوعًا للنقاش والجدل منذ صياغة المصطلح في أواخر القرن التاسع عشر. ويرجع هذا إلى تأثير مخططات السوق التي وضعها الباعة في الأوساط الأكاديمية، والإشارة إلى أن أواني الرقة كانت فريدة من نوعها في الرقة، والمصادر الغامضة المشكوك فيها للأعمال الموجودة في كل من المتاحف والمجموعات الخاصة اليوم. وهكذا أصبح مصطلح "خزف الرقة" يشير إلى مجموعة شاملة من الخزف التي تندرج ضمن نفس الفئة الأسلوبية، ولكنها لا تشير بالضرورة إلى أصل من الرقة، حيث عُثر على أعمال على طول نهر الفرات، وفي جميع أنحاء جنوب الأناضول وسوريا ومصر وفارس، وعدد من مناطق العالم الإسلامي الآخر.
تنسب مارلين جينكينز مادينا وعلماء آخرون بداية هذا الارتباك بشأن منتجات الرقة إلى "الاستشراق"، وهو افتتان أوروبا بالشرق الأوسط في أواخر القرن التاسع عشر وأوائل القرن العشرين. وقد أدت عوامل عديدة، بما في ذلك الإمبريالية الفرنسية والرومانسية وترجمة ألف ليلة وليلة من العربية إلى الإنجليزية والفرنسية، إلى زيادة الاهتمام الأوروبي بما يسمى "الشرق". ومع تزايد هذا الانبهار بغرب آسيا وشمال أفريقيا (ما يُسمى بالشرق في المصادر الاستشراقية، وبالعالم الإسلامي في المصادر الإسلامية) بشكل كبير، تكثفت السياحة وكذلك الطلب على الأشياء الفنية. كان من السهل بشكل خاص تسويق الفنون المرتبطة بألف ليلة وليلة، مثل الخزف الموجود في الرقة، وموقع القصر الرئيس لهارون الرشيد، الخليفة العباسي والشخصية البارزة في القصص الشرقية، للمستهلكين الغربيين. استغل العديد من الباعة وعلماء الآثار هذا الوضع، وبدأت منتجات الرقة تظهر في الأسواق الأوروبية في نهاية القرن التاسع عشر. ومع ذلك، كان هؤلاء الباعة يتلاعبون في كثير من الأحيان بتاريخ الأشياء لتتماشى مع الرواية الكاذبة التي تعود إلى القرن التاسع والتي كانوا يخلقونها كخطة تسويقية. في الواقع، بعض الخزفيات المباعة لم تكن من الرقة أصلًا، والقطع التي كانت من الرقة، أُنتجَت فقط في النصف الأول من القرن الثالث عشر، وتوقفت تمامًا مع غزو المغول. ويأتي هذا بعد هارون الرشيد بحوالي 400 عام. وقد تسببت هذه التلاعبات والمعلومات المضللة في حدوث ارتباك كبير حول مخزون الرقة.
كانت الحفريات الأصلية التي ترعاها الدولة في الرقة تعاني من نقص التمويل وكان من الصعب حمايتها من اللصوص والبائعين. بعض الشركس المسلمين اللاجئين الفارين من الاضطهاد الديني من القوقاز في عام 1905، استوطنوا غرب الرقة مباشرة. هناك العديد من التقارير التي تتحدث عن قيام السكان المحليين والشركس بنهب المدينة، وإجراء حفريات غير قانونية، وبيع المواد المكتشفة علنًا للسياح. وبسبب هذا، قامت بعض شركات التحف باستيراد الخزف مباشرة من الحفريات غير القانونية. وكنتيجة ثانوية لهذه التجارة غير المشروعة، فإن العديد من الأشياء التي بيعت في الأصل للسياح والتي توجد الآن في مجموعات خاصة ومتاحف اليوم لها أصول غامضة تفتقر إلى التوثيق.
يمكن أن يشير مصطلح "خزف الرقة" إلى الفخار الذي لا يقتصر على الرقة. على الرغم من الإشارة إليها عالميًا باسم "خزف الرقة"، فإن الفخار المكتشف في الرقة لم يكن فريدًا من نوعه في الموقع، ولم يكن الأسلوب مقتصرًا بأي حال من الأحوال على تلك المدينة، بل على مناطق عديدة في العالم الإسلامي. اُكتشفَت النفايات - الخزف المهمل وغير القابل للبيع والذي تعرض للتلف أثناء الإنتاج - في الحفريات في باليس، في سوريا، مما يشير إلى أن الموقع كان موقعًا لإنتاج الفخار في الرقة.

## المجموعات
توجد المجموعات الرئيسة في متحف متروبوليتان للفنون ومتحف أشموليان.[بحاجة لمصدر]